# Toga (Insel)
Toga, auch South Island und (auf Lo-Toga) [tɔɣə] genannt, ist eine 18,8 km² große Insel des pazifischen Inselstaats Vanuatu. Sie ist die südlichste der Torres-Inseln, die politisch zur vanuatuischen Provinz Torba zählen.
Toga hatte im Jahr 2009 276 Einwohner. Der Hauptort ist Litew. Der Gipfel des Mount Lemeura erreicht eine Höhe von 240 m.